# Michel Vaarten
Michel Vaarten (* 17. Januar 1957 in Turnhout, Antwerpen) ist ein ehemaliger belgischer Radrennfahrer, Weltmeister und heutiger Trainer.

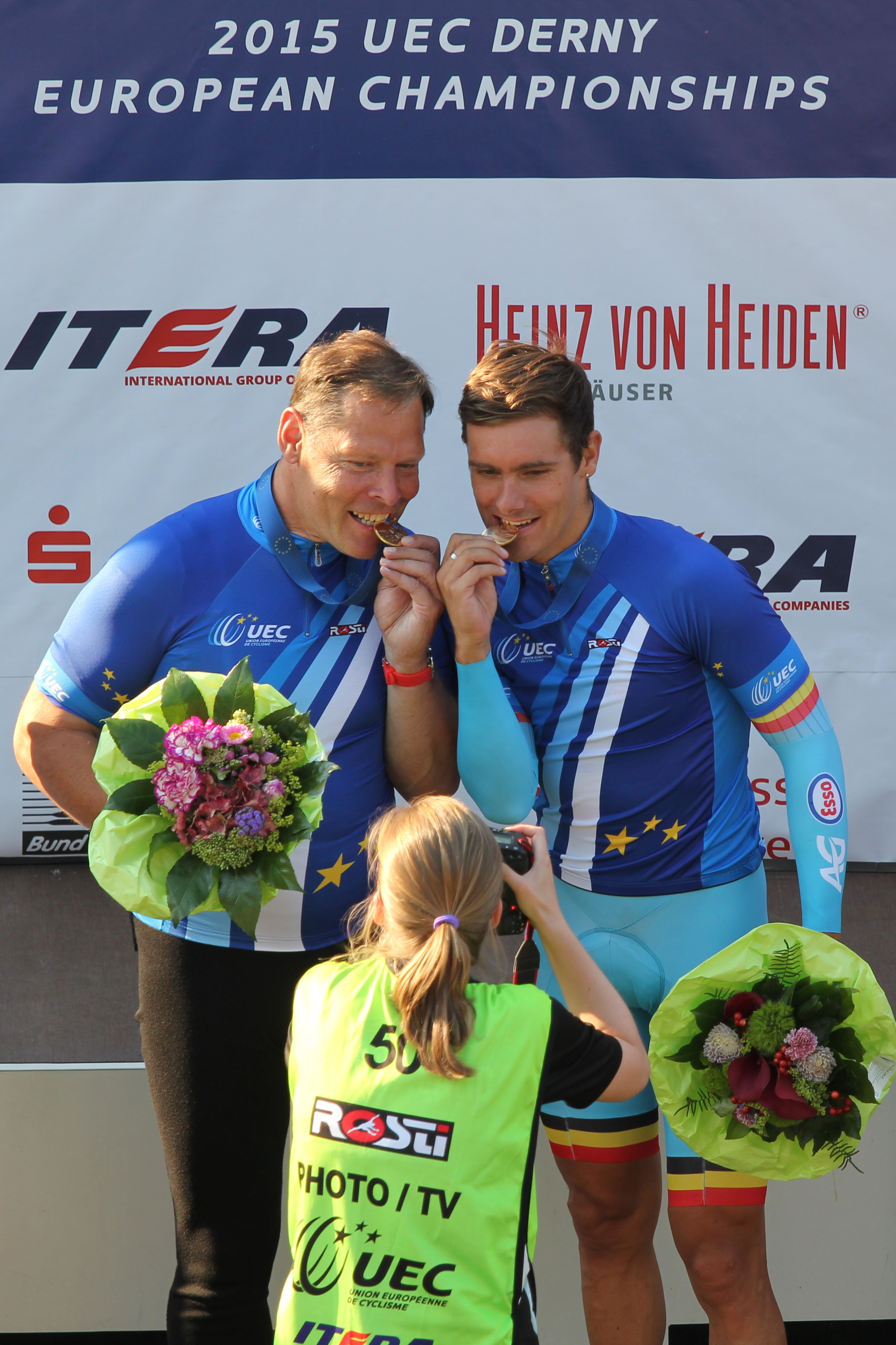
Michel Vaarten (links) mit Kenny De Ketele (rechts) bei der UEC-Derny-Europameisterschaft 2015

## Leben
Schon als Amateur wurde Michel Vaarten in den Jahren 1976 bis 1979 achtmal Belgischer Meister in verschiedenen Bahn-Disziplinen Sprint, Punktefahren, 1000-Meter-Zeitfahren, Derny-Rennen sowie Omnium und bewies so seine Vielseitigkeit. 1976 errang er zudem eine Silbermedaille im 1000-Meter-Zeitfahren bei den Olympischen Spielen in Montreal. 1976 gewann er die traditionsreiche Champion of Champions Trophy.
1979 trat Vaarten zu den Profis über und belegte umgehend einen dritten Platz beim Sechstagerennen in Gent (mit René Pijnen); wenig später siegte er in Antwerpen (mit Pijnen und Albert Fritz). Im selben Jahr belegte er bei den UCI-Bahn-Weltmeisterschaften in Amsterdam einen dritten Platz im Sprint. 1980 wurde er mit Pijnen zusammen Europameister im Zweier-Mannschaftsfahren.
In den folgenden Jahren fuhr Vaarten gute Rennen auf der Bahn wie auf der Straße. 1986 wurde er in Colorado Springs Weltmeister im Keirin sowie Vize-Weltmeister im Punktefahren. 1990 konnte er bei der Bahn-WM in Maebashi nochmals Vize-Weltmeister im Keirin werden. Elfmal, so oft wie kein anderer nicht-japanischer Fahrer, nahm er auch an den Keirin-Serien in Japan teil und war dort sehr populär.
Michel Vaarten war bis Juli 2010 als Trainer des belgischen Radsportverbandes tätig. Bei Meisterschaften betätigt er sich zudem als Derny-Schrittmacher. So führte er 2006 in Ballerup/Dänemark den belgischen Fahrer Iljo Keisse und 2009 in Gent/Belgien den belgischen Fahrer Kenny De Ketele zur Derny-Europameisterschaft, mit dem gemeinsam er 2015 diesen Erfolg auf der Radrennbahn Hannover-Wülfel wiederholte.
Vaarten ist ein Schwiegersohn des belgischen Radsport-Idols Achiel Buysse.